# Julian Kornhauser
Julian Kornhauser, né à Gliwice le 20 septembre 1946 , est un écrivain et critique littéraire polonais, poète, romancier, essayiste, auteurs de livres pour enfants, spécialiste et traducteur de la littérature serbe et croate, cofondateur du groupe "Maintenant" (pl), professeur à l'université Jagellonne. Il est l'un des plus célèbres représentants des poètes de la Nouvelle vague (pl) des années 1970 en Pologne.

## Biographie
Julian Kornhauser est le fils d'un juif de Cracovie Jakub Kornhauser (1913-1972), déporté à Plaszow, Natzweiler, Neckarelz et Dachau et de sa femme Małgorzata Glombik (1914-1987), originaire de Chorzów (alors Königshütte) en Silésie.
Après une scolarité au lycée de centre-ville de Gliwice (pl), il effectue ses études de serbo-croate à l'Université Jagellonne (maîtrise en 1970, doctorat en 1975). Il obtient son habilitation en 1982 et reçoit le titre de professeur de slavistique en 1996.
Après avoir subi la répression à l'époque du régime communiste (étant notamment interné quelques semaines au moment de la proclamation de l'état de siège en décembre 1981), il exerce de 1989 à 2008 de multiples responsabilités universitaires et académiques.
Julian Kornhauser est marié à Alicja Wojna-Kornhauser et a deux enfants : 
- Agata, professeur d'allemand, épouse depuis 1994 du juriste Andrzej Duda, président de la République de Pologne de 2015 à 2025,
- Jakub Kornhauser (pl), spécialiste de littérature, enseignant-chercheur à l'Institut d'études romanes de l'université Jagellonne, traducteur et poète.

À la suite d'un AVC survenu en 2008, Julian Kornhauser souffre d'aphasie et d'une paralysie du côté droit du corps. Il a dû prendre sa retraite en 2010 et ne participe plus à la vie publique.

## Prix et distinctions
- Prix Kościelski (1975)
- Prix de la Société des traducteurs polonais (Stowarzyszenie Tłumaczy Polskich) (1997)
- Prix de la ville de Cracovie - Nagroda Miasta Krakowa (1998)
- Croix du Mérite de la République de Pologne (1999)